# Samborowice (Pietrowice Wielkie)
Samborowice (deutsch Schammerwitz, 1936–1945 Schammerau) ist ein Ort in der Landgemeinde Pietrowice Wielkie (Groß Peterwitz) im Powiat Raciborski der Woiwodschaft Schlesien in Polen.

## Geografie

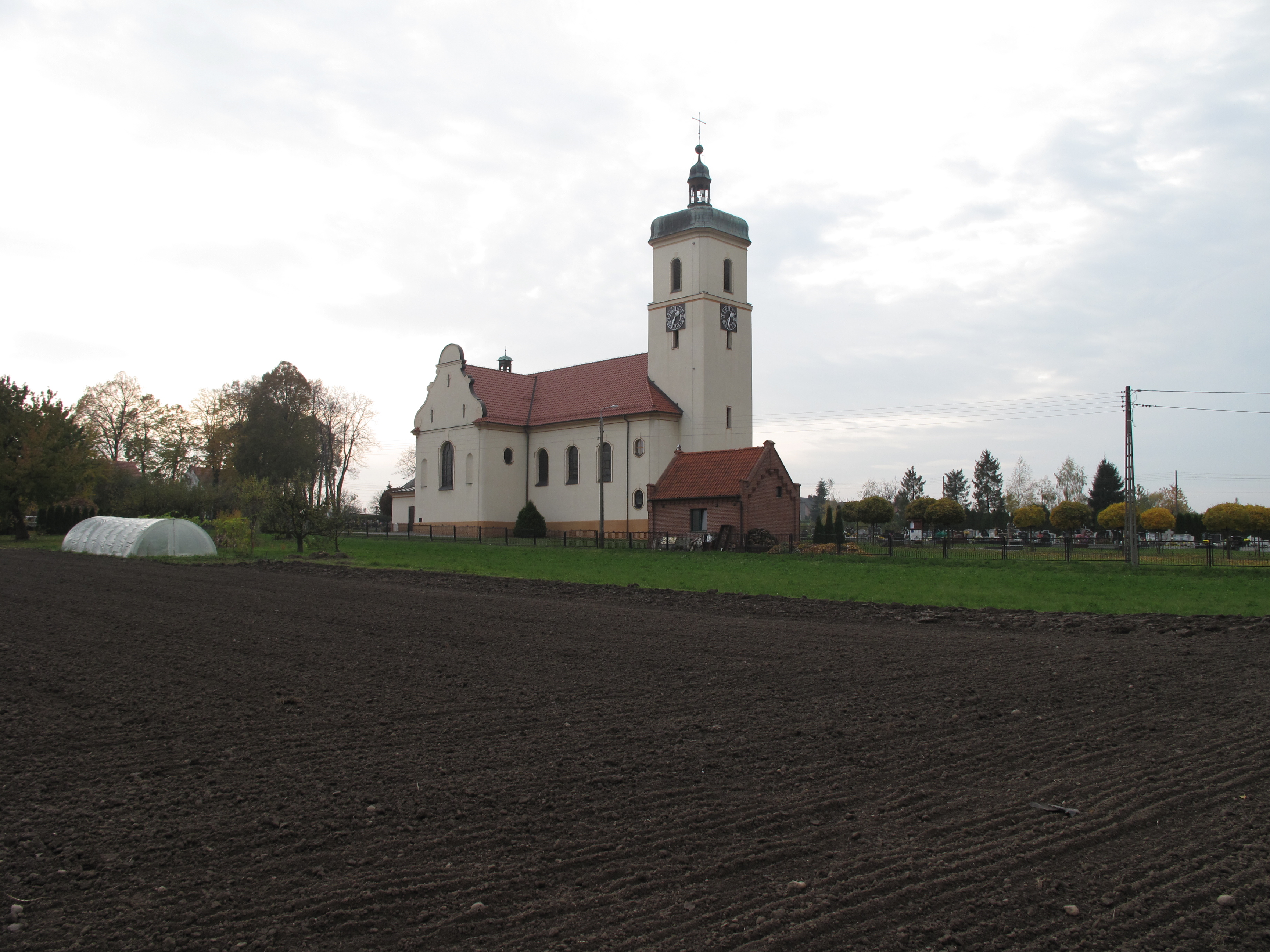
Kirche zur Heiligen Familie

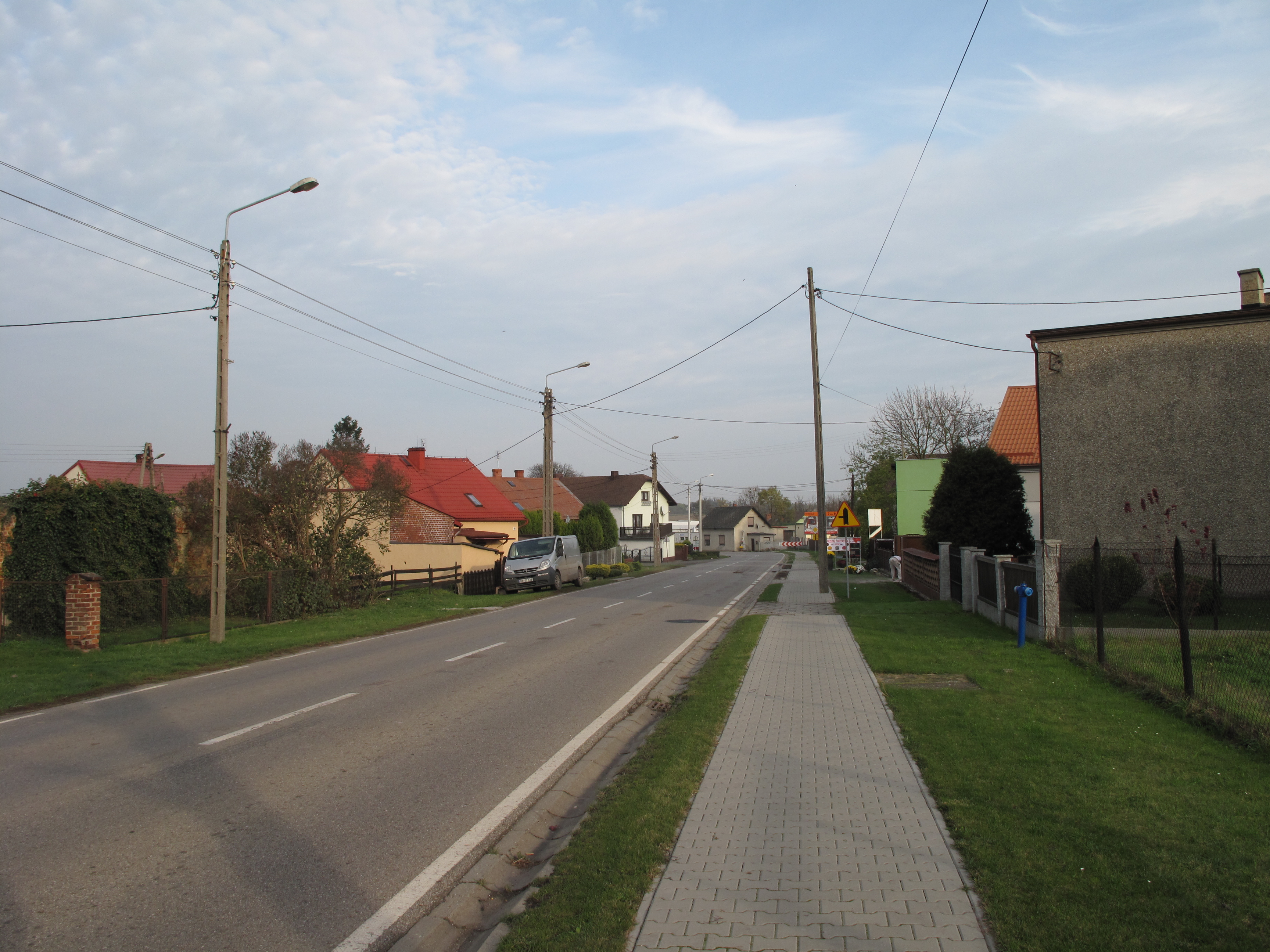
Ortsbild

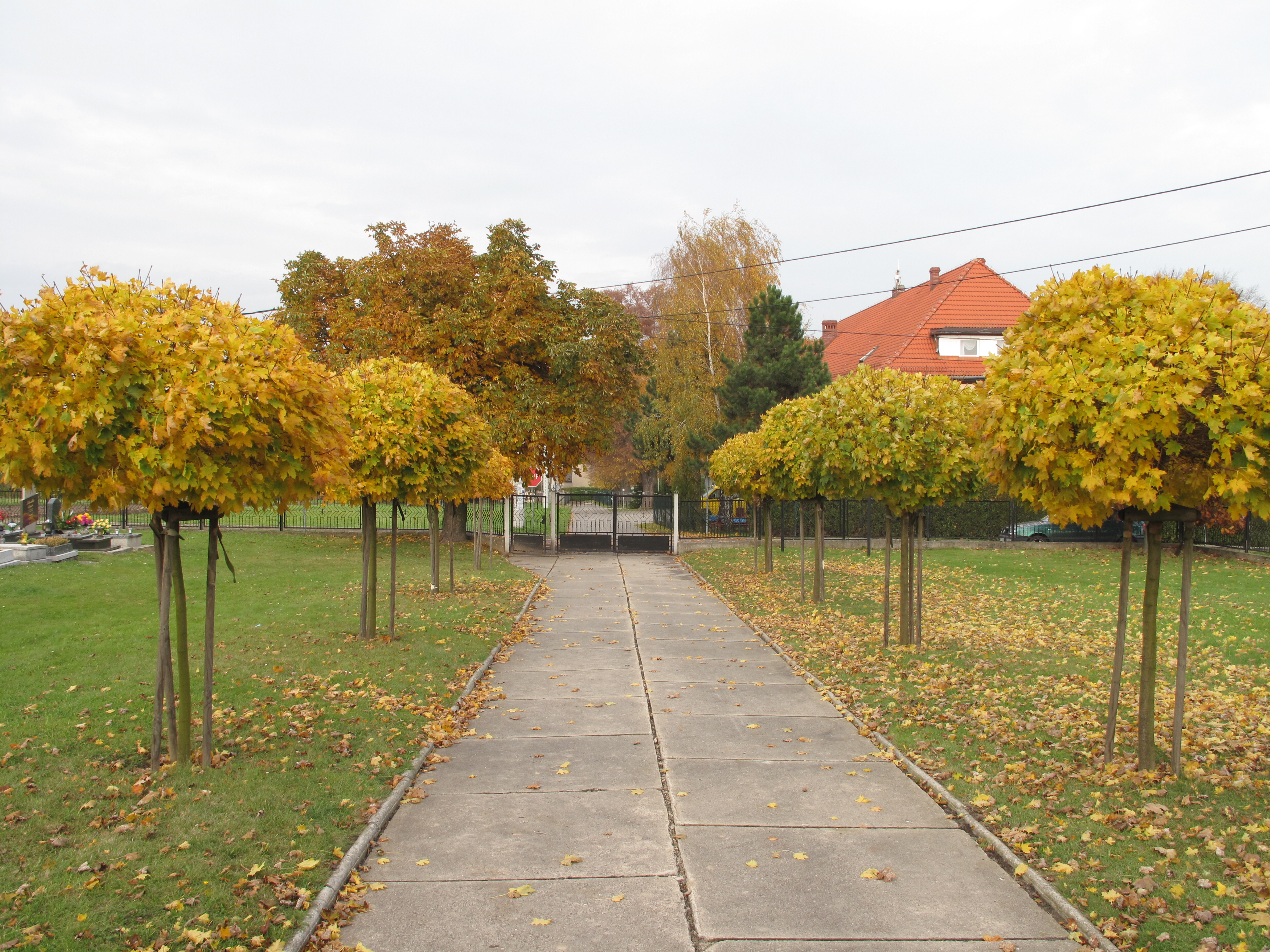
Baumallee auf dem Friedhof

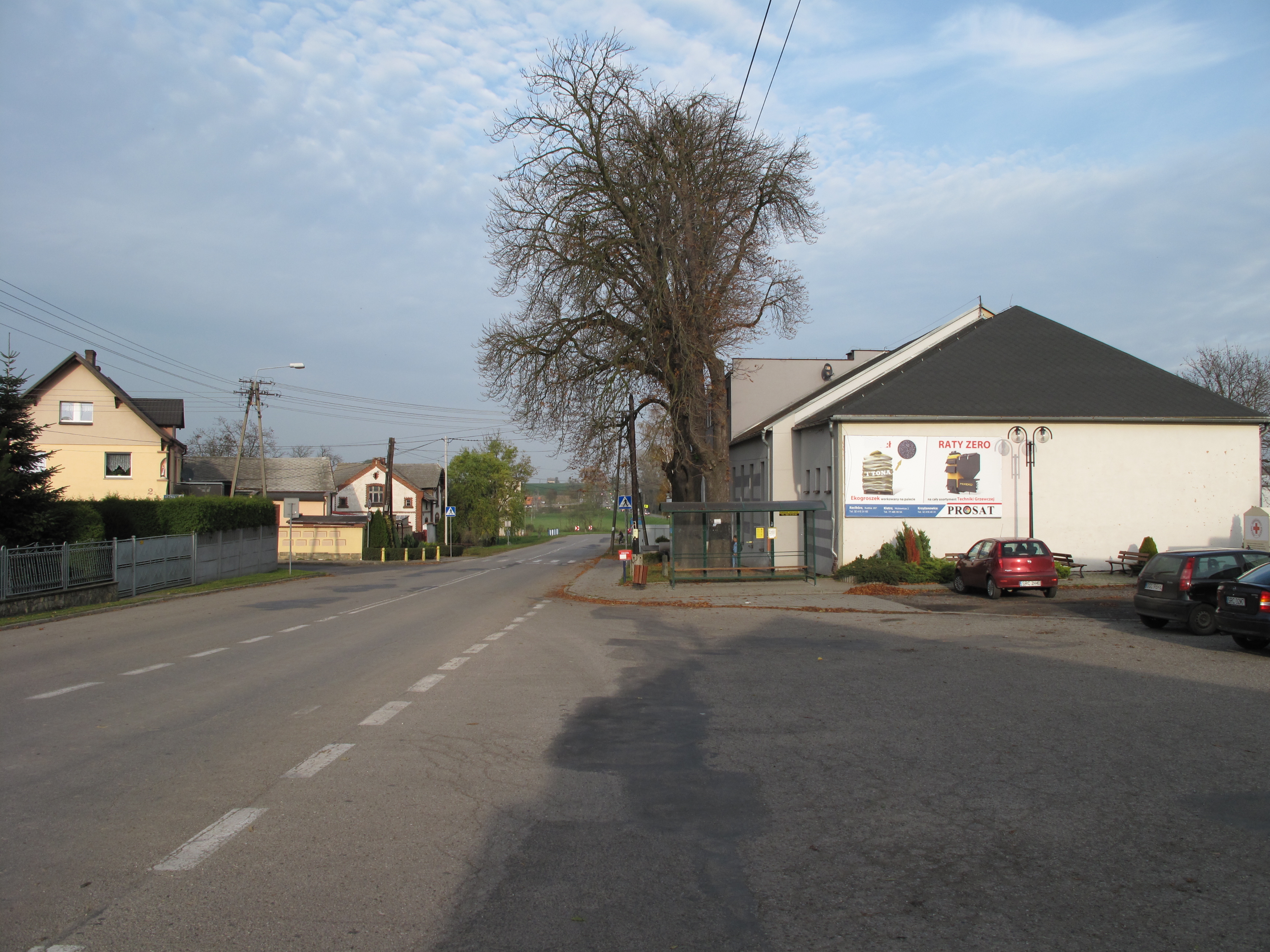
Ortsbild

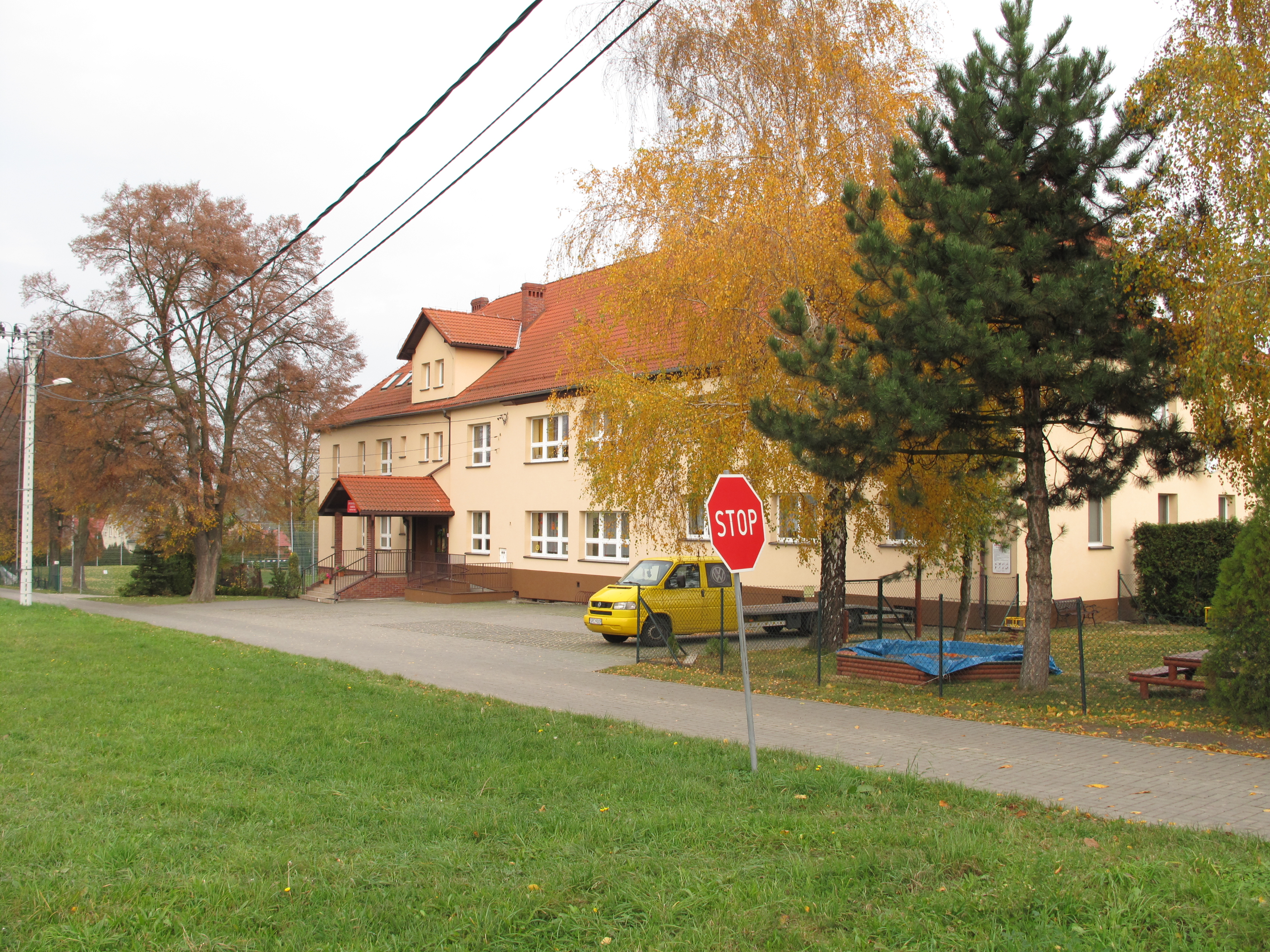
Schulgebäude

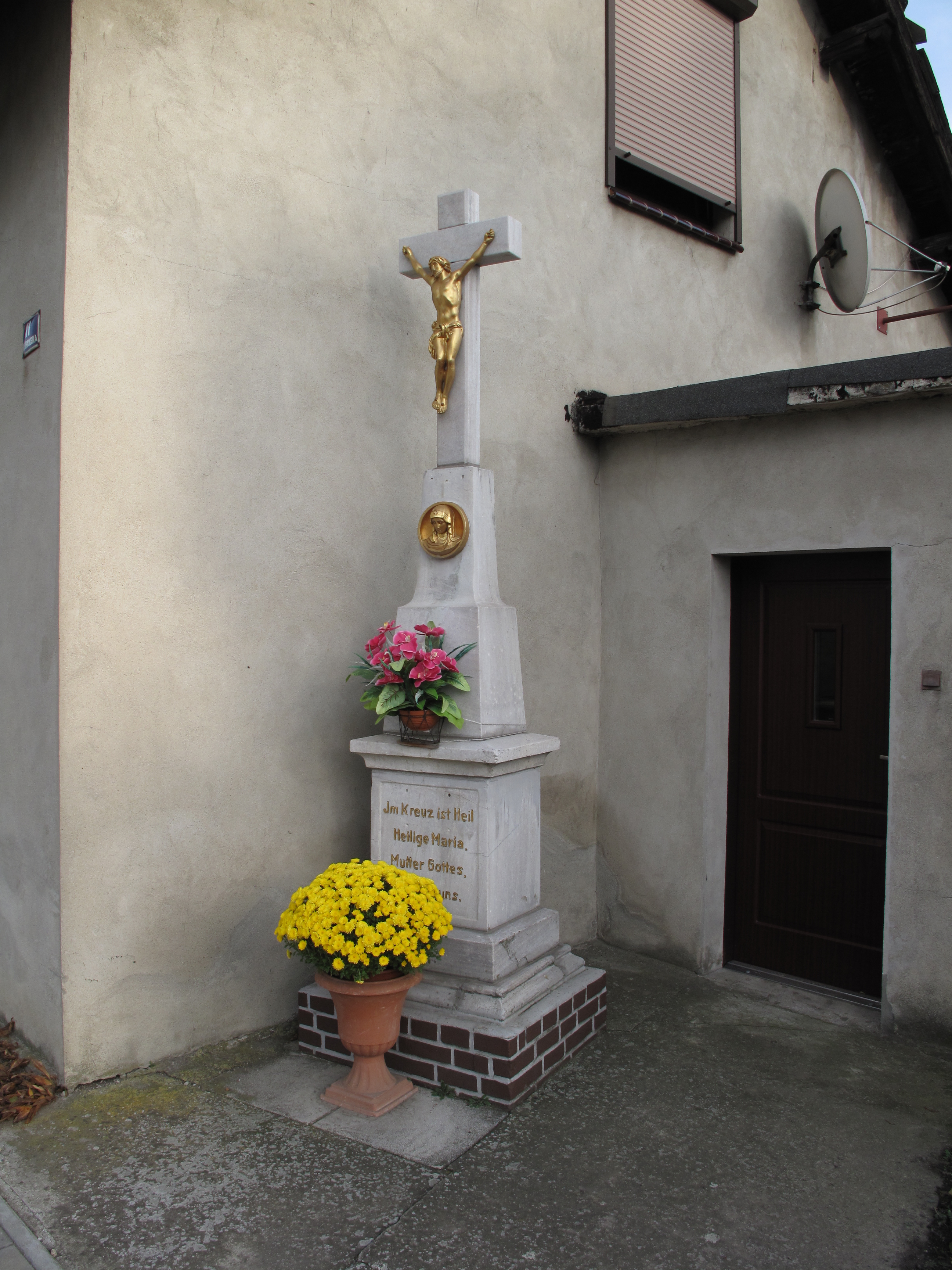
Wegekreuz

Samborowice liegt fünf Kilometer südöstlich von Pietrowice Wielkie (Groß Peterwitz), zehn Kilometer südwestlich von Racibórz (Ratibor) und 67 Kilometer westlich von Kattowitz in der Nähe der Landesgrenze zu Tschechien an den Flüssen Troja und Zinna.

## Geschichte
Bei archäologischen Grabungen von 1973 bis 1981 wurden Grabstätten aus der Zeit der Lausitzer Kultur freigelegt.
Der heutige Ort entstand spätestens im 13. Jahrhundert. 1288 wurde er in einem Dokument erstmals urkundlich erwähnt. In diesem Dokument verzichtet eine Adelheid, genannt Zolherinna, Frau des Konrads, mit ihren drei Brüdern auf ihre Ansprüche auf ein Erbgut in Schammerwitz. Nutznießer dieses Verzichts waren die Gröbniger Johanniter.
Ursprünglich gehörte das Dorf zum Fürstentum Troppau-Jägerndorf; es kam nach den Schlesischen Kriegen an den preußischen Teil des Fürstentums. Dieser wurde schließlich dem Kreis Leobschütz zugeordnet. Der Ort wurde 1784 im Buch Beytrage zur Beschreibung von Schlesien als Schammerwitz und Schamrowitz erwähnt, gehörte einem Herrn von Reiswitz und lag im Kreis Leobschütz. Damals hatte er 161 Einwohner, ein herrschaftliches Wohnhaus, ein Vorwerk, 15 Gärtner und sechs Häusler. 1865 bestand Schammerwitz aus einem Rittergut und einer Gemeinde. Das Rittergut gehörte einst dem Kanzler Bolik und kam 1823 in den Besitz des Prof. Dr. Kuh. Der Ort hatte zu diesem Zeitpunkt 14 Gärtnerstellen und 54 Häuslerstellen sowie zwei Müller und eine Schule. An der Mündung der Troja in die Zinna befand sich die Pilamühle, die zum Ort gehörte. Die Anwohner lebten u. a. vom Kohlenhandel.
Bei der Volksabstimmung in Oberschlesien am 20. März 1921 stimmten vor Ort 487 Wahlberechtigte für einen Verbleib Oberschlesiens bei Deutschland und 25 für eine Zugehörigkeit zu Polen. Schammerwitz verblieb nach der Teilung Oberschlesiens beim Deutschen Reich. Von 1931 bis 1933 erbaute man die neue Pfarrkirche. 1936 wurde der Ort im Zuge einer Welle von Ortsumbenennungen der NS-Zeit in Schammerau umbenannt. Bis 1945 befand sich der Ort im Landkreis Ratibor.
1945 kam der bis dahin deutsche Ort unter polnische Verwaltung und wurde anschließend der Woiwodschaft Schlesien angeschlossen und ins polnische Szamarzowice umbenannt, kurze Zeit später in Samborowice. 1950 kam der Ort zur Woiwodschaft Oppeln. 1975 kam der Ort zur Woiwodschaft Kattowitz. 1999 kam der Ort zum wiedergegründeten Powiat Raciborski und zur Woiwodschaft Schlesien.

## Bauwerke und Denkmale
- Die römisch-katholische Kirche zur Heiligen Familie, erbaut von 1931 bis 1933 im neobarocken Stil.[7][8]
- Schloss vom Ende des 19. Jahrhunderts, errichtet durch die Baufirma Georg Lüthge, mit neobarocken Elementen. Anstelle des Vorgängerbaus, das 1610 erwähnt wurde. Daneben Gutsgebäude und Parkanlage.
- Annakapelle, barocke Wegkapelle aus dem Jahr 1770 an einem Feldweg, der Hohlweg genannt wird. Im Inneren Gemälde mit der heiligen Anna, dem heiligen Joachim und der heiligen Maria.
- Nepomukkapelle, Wegkapelle aus dem 19. Jahrhundert.
- Steinernes Wegkreuz aus dem Jahr 1912 zur Erinnerung an die Anlegung des Friedhofs.
- Steinernes Wegkreuz aus dem Jahr 1884, gestiftet durch die Familie Jahn.
- Steinernes Wegkreuz aus dem Jahr 1884, gestiftet durch die Familie Sobek, hergestellt durch die Firma Billi aus Ratibor.
- Steinernes Wegkreuz von 1890, gestiftet durch die Familie Plura.
- Hölzernes Wegkreuz aus dem Jahr 1868.
- Das alte Kindergartengebäude.
- Die alten Schulgebäude von 1805 und von 1856–1857.
- Die St.-Anna-Schlucht mit hölzernem Pavillon. An dem dort verlaufenden Weg, der von den Bewohnern Hohlweg genannt wird, liegt die Annakapelle.
- Erholungsort im Wald mit Pfad.

## Kultur
Im Ort feiert man die Bräuche Bärenführen zum Karneval und den Martinsumzug zum Martinstag.

## Söhne und Töchter des Ortes
- Hugo Stanke (1861–1921), deutscher Pfarrer und Politiker, Abgeordneter im Preußischen Abgeordnetenhaus